# Curley Weaver
Curley Weaver (Covington (Georgia), 26 maart 1906) - Almon (Georgia), 20 september 1962) was een Amerikaanse bluesgitarist, die samenspeelde en platen opnam met onder meer Barbecue Bob en, vooral, Blind Willie McTell. Hij stond bekend als The Guitar Wizzard of Georgia.
Hij leerde op jonge leeftijd zingen en gitaar spelen van zijn moeder, Savannah Weaver, die ook Robert Hicks (Barbecue Bob) en diens broer Charlie het gitaarspel bijbracht. Weaver leerde ook bij dankzij Nehemia Smith, Blind Buddie Keith en bijvoorbeeld Charlie Jackson. Hij werd vrienden met de broers Hicks en harmonicaspeler Eddie Mapp en speelde met ze in Newton County en, later, in gelegenheden in en rond Decatur Street in Atlanta.
Na de eerste platensuccessen van Barbecue Bob, kreeg Weaver ook de kans op te nemen: in oktober 1928 nam hij voor Columbia Records 'No No Blues' en 'Sweet Petunia' op. Een jaar later volgden in New York plaatopnames voor QRS Records, met Mapp en Guy Lumpkin. In 1930 maakte hij als lid van de Georgia Cotton Pickers opnames (naast de gebroeders Hicks). In deze groep leerde hij ook Buddy Moss kennen, met wie hij ging spelen in de groep Georgia Browns. Hij begeleidde Ruth Wllis en Lillie Mae en speelde rond 1933 naast Moss vooral met de lokale ster Blind Willie McTell. Met McTell zou Weaver meer dan twintig jaar met veel succes spelen: Weaver op de zes-snarige gitaar, McTell op een twaalf-snarige. Zowel met Buddy Moss als McTell nam hij in 1933 op voor ARC. Voor dit label maakte hij tevens solo-opnames. In 1935 ging hij met McTell, nu voor Decca, weer de studio in; het waren de laatste opnames voor de oorlog. De vooroorlogse jaren waren moeilijk voor bluesmuzikanten en er werden weinig opnames gemaakt.
De opnames die hij na de oorlog voor Regal Records (1950, met McTell) en Sittin' In With maakte waren zijn laatste. Weaver en McTell stopten eind jaren vijftig met samenspelen. Zijn carrière kwam min of meer tot stilstand door het verslechteren van zijn ogen.

## Discografie
- Georgia Guitar Wizzard (1928-1935), Story of the Blues
- Complete Studio Recordings, Document
- Curley Weaver: 1933-1935, Document

- Bibliothèque nationale de France: cb139262952 (data)
- Gemeinsame Normdatei: 13474635X
- International Standard Name Identifier: 0000 0000 5514 2074
- Library of Congress Control Number: n82116691
- MusicBrainz: 01286d98-5e44-46a8-9e99-08fcad156187
- SNAC: w6gn1s12
- Virtual International Authority File: 42027801
- WorldCat: E39PBJymtYwPBWhBThDP7cg3Qq